# Garrulaxe ocellé
Ianthocincla ocellata
Espèce
Statut de conservation UICN

 LC  : Préoccupation mineure
Le Garrulaxe ocellé (Ianthocincla ocellata) est une espèce de passereaux de la famille des Leiothrichidae.

## Répartition
Son aire s'étend de l'Uttarakhand à travers l'Himalaya et le centre/sud de la Chine.

## Habitat
Il habite les forêts humides tropicales et subtropicales en altitude.

## Sous-espèces
Cet oiseau se répartit en quatre sous-espèces :
- I. ocellata griseicauda (Koelz, 1950) — ouest de l'Himalaya
- I. ocellata ocellatus (Vigors, 1831) — est de l'Himalaya
- I. ocellata maculipectus (Hachisuka, 1953) — monts Hengduan
- I. ocellata artemisiae (David, 1871) — centre de la Chine